# Gare de Kawachi-Yamamoto
La gare de Kawachi-Yamamoto (河内山本駅, Kawachi-Yamamoto-eki) est une gare ferroviaire de la ville de Yao, dans la préfecture d'Osaka au Japon. La gare est gérée par la compagnie Kintetsu.

## Situation ferroviaire
La gare de Kawachi-Yamamoto est située au point kilométrique (PK) 11,1 de la ligne Osaka. Elle marque le début de la ligne Shigi.

## Histoire
La gare est inaugurée le 30 septembre 1925 sous le nom de gare de Yamamoto (山本駅). Elle est renommée gare de Daiki Yamamoto (大軌山本駅) en 1932 et prend son nom actuel en 1941.

## Service des voyageurs

### Accueil
La gare dispose d'un bâtiment voyageurs, avec guichet, ouvert tous les jours. 

### Desserte
- Ligne Osaka :
  - voies 1 et 2 : direction Kawachi-Kokubu, Yamato-Yagi et Nabari
  - voies 3 et 4 : direction Osaka-Uehommachi
- Ligne Shigi :
  - voies 1 et 5 : direction Shigisanguchi